# 2076 Levin
2076 Levin este un asteroid din centura principală, descoperit pe 16 noiembrie 1974 de Harvard Observatory.